# Kenneth Arnold
Kenneth A. Arnold (Sebeka, Minnesota, 29 de março de 1915 – Bellevue, Washington, 16 de janeiro de 1984) foi um aviador e empresário americano, mais conhecido por ser geralmente considerado como autor do primeiro relato amplamente divulgado de um avistamento de objeto voador não identificado nos Estados Unidos, após alegar haver avistado nove objetos aéreos incomuns voando em formação próximo ao Monte Rainier, Washington, em 24 de junho de 1947.

## Biografia
Arnold nasceu em Sebeka, Minnesota, onde morou até os 6 anos de idade, quando a sua família se mudou para Scobey, Montana. Entrou para os escoteiros com 12 anos e conseguiu a graduação de Águia antes dos 14. Num texto autobiográfico, escreveu:
"Em rapaz, interessei-me pelo atletismo e fui selecionado pelo Estado de Dakota do Norte em 1932 e 1933. Entrei nas provas olímpicas dos EUA em salto de mergulho em 1932; fui examinador das provas de salva-vidas da Cruz Vermelha em 1932, 1933 e 1934. Ensinei natação e mergulho nos escoteiros e na piscina municipal de Minot, Dakota do Norte. Estive na Universidade de Minnesota onde fiz natação e salto de mergulho com Neils Thorpe, e também joguei futebol com Bernie Bierman, mas ao entrar para a Universidade fiquei impossibilitado de continuar a minha carreira de futebol devido a uma lesão no joelho. O meu treinador de futebol no liceu era Glen L. Jarrett, que é agora o principal treinador de futebol na Universidade de Dakota do Norte. Tinha pouco ou nenhum dinheiro, e a ambição de continuar a minha educação na Universidade era ajudada pelo atletismo. Quando rapaz em Minot, Dakota do Norte, fiz bastantes corridas de trenó, classificando-me com o meu cão em primeiro lugar na corrida de 1930 do Lions Club Dog Derby.
Em 1938, fui trabalhar para a Red Comet, Inc., de Littleton, Colorado, uma fábrica de extintores automáticos contra incêndios. Em 1939 promoveram-me a encarregado distrital de uma parte dos estados ocidentais, e em 1940 montei o meu próprio abastecimento de controle de incêndio, conhecido por Great Western Fire Control Supply. (...)
A minha experiência de voo começou quando um rapaz em Minot, Dakota do Norte, onde tive a minha primeira lição de voo com Earl T. Vance, natural de Great Falls, Montana. Devido ao alto custo, naquela altura, não pude continuar a voar e praticamente não voei até 1943. O meu brevê foi-me dado por Ed Leach, um inspetor sênior da CAA de Portland."
Arnold tornou-se um piloto hábil e experiente com mais de 9 000 horas de voo, quase metade delas em missões de busca e salvamento do grupamento Mercy Flyer. Ele e a esposa Doris tiveram quatro filhas.

## Papel na Ufologia
Em 24 de junho de 1947, enquanto voava próximo ao Monte Rainier, Arnold alegou haver visto nove objetos incomuns nos céus. Numa entrevista subsequente a esta observação, ele descreveu o movimento dos objetos como parecendo pires a saltar sobre a água. Esta descrição foi encurtada para "discos voadores" pelos jornalistas e resultou no uso popular deste termo.
Após avistar os óvnis, Arnold se tornou uma pequena celebridade e por aproximadamente uma década depois disso esteve relativamente envolvido em entrevistas com outras pessoas que viram ou entraram em contato com óvnis (principalmente na investigação das alegações de Samuel Eaton Thompson, uma das primeiras pessoas a ter esses contatos). Em 1952, em coautoria com Ray Palmer, Arnold publicou um livro intitulado The Coming of the Saucers ("A Chegada dos Discos"). Ao longo dos anos escreveu diversos artigos relativos ao avistamento que teve e realizou pesquisas quanto ao assunto.
Na década de 1960 Arnold lidou pouco com óvnis. Em 1962 concorreu sem sucesso para vice-governador de Idaho. Em 1977 compareceu a uma convenção patrocinada pela revista Fate para marcar o trigésimo aniversário do "nascimento" da era moderna dos óvnis.
Uma explicação encontrada em 2000 por James Easton para o Caso Kenneth Arnold é que o piloto haveria visto pelicanos em voo. Essa hipótese se sustenta na explicação simultânea de algumas características do avistamento:
1. Os objetos não tinham cauda;
2. Os óvnis voavam em uma formação semelhante à de pássaros migratórios;
3. Os óvnis frequentemente se inclinavam, resultando em um feixe de luz possivelmente ocasionado pela brancura da plumagem dos animais ao sol. Tal hipótese, porém, não explica a alta velocidade dos objetos percebida pelo piloto.[6]